# 一滴血规则
一滴血规则是一个盛行于20世纪的美国，用于划分种族的社会及法律原则。这一规则认为，对于一个人，只要其有一个祖先有黑人血统，就可以认定这个人是黑人。
在戰前年代，如果個人的非洲血統少於八分之一或四分之一（取決於國家），則混血自由人（有色人種）在法律上被視為白人。
一滴血規則直到20世紀才被採納為法律：首先是1910年在田納西州和弗吉尼亞州，當時是根據1924年《種族誠信法》。
当下，美国的一滴血原则已被废止，而该原则也从未被吸纳进美國聯邦法律中。

## 外部連結
- New Life for the "One Drop" Rule （页面存档备份，存于）
- PBS – Brazil in Black and White （页面存档备份，存于）
- "Battles in Red, Black, and White: Virginia's Racial Integrity Law of 1924", University of Virginia
- Lawrence Wright, "One Drop of Blood" （页面存档备份，存于）, The New Yorker, 24 July 1994
- John Terrence A. Rosenthal, "Batson Revisited in America's 'New Era' of Multiracial Persons", Law Review 33:1, Seton Hall University